# あいきけんた
あいき けんた（1995年2月25日 - 、男性）は、北海道苫小牧市出身のものまねタレント。ザゼンプロダクション所属。

## 人物
駒澤大学附属苫小牧高等学校を2013年3月に卒業後、同年4月に明治大学政治経済学部に入学。
父親の影響で幼少期からアイスホッケーを始め、高校在学中にアイスホッケーでU-18日本代表の主将を務めた。明治大学在学中はアイスホッケー部に所属。また弟の相木隼斗もアイスホッケー選手で、地元苫小牧のレッドイーグルス北海道に所属する。
アイスホッケー部で羽生結弦に似ていると言われたことを機に「羽生ゆずれない」の芸名でものまね活動をしていた。なお、羽生とは同学年である。
2017年、ザゼンプロダクションに所属する。
羽生が平昌オリンピックで金メダルを獲得したことでテレビのオファーが増えた一方で、過去に羽生について好きではないのかを問われた際には「どーでもいい感じです（笑）」と答えていた。しかし、近年ではツイッター等で応援コメントを寄せている。
元ザブングルの松尾陽介からは「悪い羽生」、羽生のファンからは「ものまねしないで」と言われたことがある。
テレビ出演のほかに麻布十番にあるものまねショーパブ「リトモ ディ ブリブリブッスン」にも出演している。
2018年12月13日、『週刊文春』に深夜の行動をスクープされたが、本人は記事を一部否定している。
2019年2月25日、芸名を一般公募した結果、本名のひらがな表記にした「あいきけんた」に改名したことを発表した。

## エピソード
- 芸人になったきっかけはルパン三世のものまねで『爆笑そっくりものまね紅白歌合戦』（2016年）に出演したこと。ルパンはクリカンものまね時代、声優就任後とレパ－トリーがあり、栗田貫一に公認をもらっている。なお、あいきは初代ルパン声優の山田康雄が亡くなった1995年の生まれである。
- 2018年3月8日、自身が使用したスケート靴がインターネットオークションサイト「ヤフオク!」に出品され、入札額が5万6000円まで到達した[13]。

## 出演

### テレビ
- ウチのガヤがすみません!（日本テレビ）
- アッコにおまかせ!（TBSテレビ）
- 爆笑そっくりものまね紅白歌合戦スペシャル（フジテレビ）
- 架乃ゆらのLOVE昭和（2022年3月2日、エンタ!959）麻布十番回[14]

など。

## ものまねレパートリー
- 羽生結弦
- 郷ひろみ
- 瀬川瑛子
- 細川たかし
- ルパン三世

など。